# Sávio Bortolini Pimentel
Sávio Bortolini Pimentel (Vila Velha, 9 januari 1974), meestal Sávio genoemd, is een voormalig Braziliaans profvoetballer. Hij speelde voor clubs als Flamengo, Real Madrid, Girondins de Bordeaux en Real Zaragoza. In de jaren negentig speelde hij in het Braziliaans voetbalelftal. Hij nam deel aan de Olympische Zomerspelen van 1996.

## Erelijst
Als speler
 Flamengo
- Campeonato Brasileiro Série A: 1992
- Campeonato Carioca: 1996
- Copa de Oro Nicolás Leoz: 1996
- Copa do Brasil: 2006

 Real Madrid
- La Liga: 2000/01
- Supercopa de España: 2001
- UEFA Champions League: 1997/98, 1999/2000, 2001/02
- Wereldbeker voor clubteams: 1998
- UEFA Super Cup: 2002

 Real Zaragoza
- Copa del Rey: 2003/04
- Supercopa de España: 2004

 Desportiva Capixaba
- Copa Espírito Santo: 2008

 Avaí
- Campeonato Catarinense: 2010

 Brazilië
- Olympische Spelen: bronzen medaille in 1996

Individueel
- Copa de Oro Nicolás Leoz: topscorer in 1996

1 Taffarel ·
2 Jorginho ·
3 Aldair ·
4 Ronaldão ·
5 César Sampaio ·
6 Roberto Carlos ·
7 Edmundo ·
8 Dunga  · 
9 Túlio Maravilha ·
10 Juninho Paulista ·
11 Zinho ·
12 Danrlei ·
13 Rodrigo ·
14 André Cruz ·
15 Narciso ·
16 Leandro Ávila ·
17 Beto ·
18 Leonardo ·
19 Souza ·
20 Ronaldo ·
21 Sávio ·
22 Dida ·
Coach: Zagallo
1 Dida ·
2 Zé Maria ·
3 Aldair ·
4 Ronaldo Guiaro ·
5 Flávio Conceição ·
6 Roberto Carlos ·
7 Bebeto  ·
8 Amaral ·
9 Juninho Paulista ·
10 Rivaldo ·
11 Sávio ·
12 Danrlei ·
13 Narciso ·
14 André Luiz ·
15 Zé Elias ·
16 Marcelinho ·
17 Luizão ·
18 Ronaldo ·
Coach: Zagallo